# مریم فقیه ایمانی
مریم فقیه‌ایمانی (زاده ۱۶ تیر ۱۳۵۶ اصفهان)، نویسنده، پژوهشگر و از فعالان صلح برای ایران و بنیان‌گذار و مدیر «مرکز دیپلماسی فرهنگی و پیشرفت» در نروژ است.

## فعالیت و سمت
پدرش آیت الله سید کمال فقیه‌ایمانی، یکی از روحانیون معروف اصفهان و از خیرین بنام و بزرگ این شهر بود. مریم بر خلاف خواست خانواده مذهبی‌اش از ایران خارج شد و برای ادامه تحصیل به مالزی رفت. وی علت این کار را تضاد بین تفکرات خود و خانواده‌اش، و اثرگیری از کتاب‌هایی دربارهٔ انقلاب فرانسه و تاریخ روسیه و نقش زنان در آنها اعلام کرد.
فقیه‌ایمانی بعد از فارغ‌التحصیلی در چند رشته مختلف و مدتی فعالیت‌های مدنی و سیاسی، با حمایت موسسات شبه‌دولتی و حقوق‌بشری غربی، مرکز دیپلماسی فرهنگی و توسعه را با هدف گفتگو بین مردم خاورمیانه بویژه ایران و اسرائیل تأسیس کرد و مدیر این مرکز است.  «تبادل نظر، اطلاعات، هنر و داد و ستد میان کشورها و مردمانشان، برای افزایش و بهبود تعامل بیشتر میان آنها» از برنامه‌های این مرکز عنوان شده است.
وی شهریورماه ۱۳۹۴ طی سفری به اسرائیل، با بسیاری از سران این دولت بخصوص شیمون پرز دیدار کرد و مورد تشویق رئیس جمهور سابق این رژیم قرار گرفت.
در این ملاقات که ریتا جهانفروز خوانندۀ اسرائیلی ایرانی‌تبار، مریم فقیه‌ایمانی را همراهی کرد، شیمون پرز به این دو بانوی اصفهانی گفت:
ما نمی‌دانیم چرا ایران علیه ماست، ما علیه ایران نیستیم، حقیقت آنست که پادشاه ایران کورش کبیر اولین صهیونیست بود. در گذشته بسیار دور، او به رهبران یهودیان ندا داد که با افراد خود به سرزمین خود اسرائیل بازگردید... باشد روزی رسد که نفرت کور بسیار زیانبار و بی دلیل تزریق شده به برخی ایرانیان جای خود را به واقعیت گرایی تاریخی دهد.
فقیه‌ایمانی در برنامهٔ به «عبارت دیگر»  BBC فارسی در مصاحبه با عنایت فانی دربارهٔ امکان رابطه بین ایران و اسرائیل گفت: این برنامه یک شبه موفق نمی‌شود و وقت می‌خواهد. رابطه بین مردم را باید گسترش داد. تا چند سال پیش رابطه بین ایران و آمریکا هم خیال‌پردازانه بود، اما الان بر سر یک میز می‌نشینند و باهم صحبت می‌کنند. همین رابطه هم خیلی مهم است. رابطهٔ ایران و اسرائیل هم به زمان نیاز دارد و حداقل در حد رابطه بین مردم ایران و اسرائیل ممکن است….